# Большое Городно (Крупский район)
Большое Городно (бел. Вялікае Горадна) — деревня в Ухвальском сельсовете (до 2009 - в Выдрицком сельсовете), в 50 км на юго-запад от города Крупки, в 107 км от Минска. На северо-востоке - болота, вокруг - лес.

## История

### В древности
В окрестностях деревни есть археологические памятники - курганы, могильник, городище (в 0,1 км от деревни в урочище Замок; VI ст. до н.э.-VII ст. н.э.), открыты еще в 1883 году Покровским.

### В составе ВКЛ и Речи Посполитой
По письменным источникам известна с начала XVI столетия. В 1517 и 1526 годах немецкий дипломат и путешественник Сигизмунд Герберштейн ездил с посольством в Москву и проезжал через Городно. Своё путешествие он описал в книге "Записки о Московии".
Сведения о Городно имеются также на картах Гродецкого и Погрибиуса.
В 1670 деревни Вышнее Городно и Городно - по 6 дымов, в собственности казны, в Забобровской волости Оршанского повета Витебского воеводства ВКЛ.
В 1773 деревня Городно Верхнее (18 дымов) и Городно Нижнее (5 дымов).
В 1775 Городно Большое и Малое в Борисовском старостве, 24 дыма.

### В составе Российской империи
После Второго раздела Речи Посполитой (1793) в составе Российской империи.
В 1800 деревни Верхнее Городно (21 двор, 339 жителей, мельница) и Нижнее Городно (17 дворов, 139 жителей) в Борисовском уезде Минской губернии, собственность М.Радивила.
В конце XIX - начале ХХ ст. в Велятичской волости Борисовского уезда Минской губернии.
В 1897 деревня Большое Городно, 46 дворов, 582 жителя, хлебозапасный склад. Рядом находился одноименный хутор, 26 жителей.
В 1909 деревня Городно Вышнее, 58 дворов, 426 жителей.

### После 1917
С 20 августа 1924 в составе Выдрицкого сельсовета.
По переписи 1926 было 96 дворов, 505 жителей.
В 1930-е появился колхоз "Звезда".
В 1941 было 79 дворов, 437 жителей.
В ВОВ с 1.7.1941 по 28.6.1944 оккупирована, погибло 17 мирных жителей. На фронтах и партизанской борьбе погибло 62 жителя. Деревня была почти полностью сожжена. После войны отстроена.
В 1959 деревня, 491 житель, в колхозе "Пролетарская победа".

### В настоящее время
В 1998 было 82 хозяйства, 210 жителей. С 2004 в составе "Крупский РайАгроСервис". В 2010 было 58 хозяйств, 136 жителей. Действуют лесничество, библиотека, клуб, фельдшерско-аккушерский пункт .